# Шютц, Генрих
Генрих Шютц (нем. Heinrich Schütz; 8 (18) октября 1585, Кёстриц — 6 ноября 1672, Дрезден) — немецкий композитор, органист, капельмейстер и музыкальный педагог. Ныне известен, главным образом, как автор духовной хоровой музыки. Генрих Шютц — один из наиболее значительных (наряду с С. Шейдтом и И. Г. Шейном, так называемые «три Ш») композиторов раннего немецкого барокко.

## Биография
Генрих Шютц родился в городе Бад-Кестрице в Тюрингии. Он был старшим сыном из восьми детей Кристофа Шютца и Ефросиньи Бигер. В 1590 году семья переехала в город Вайсенфельс (нем. Weißenfels) в южной Саксонии, где отец Шютца владел трактиром.
В 1599 году его музыкальный талант был замечен главой немецкого княжества Гессен-Кассель ландграфом Морицем Гессен-Кассельским, который был музыкантом-любителем, и Генрих Шютц начал петь в Кассельской придворной капелле. В 1609—1612 годах жил в Венеции, где учился у Джованни Габриели. Там же в 1611 Шютц опубликовал свой первый опус — сборник («книгу») пятиголосных мадригалов, главным образом, на тексты Дж. Гварини и Дж. Марино.
По возвращении в Германию служил придворным органистом в Касселе, с 1617 — придворным капельмейстером в Дрездене. В 1628—1629 годах вновь посетил Италию, где изучал творчество К. Монтеверди и его современников в Венеции. В 1633—1644 годах  (с перерывами) служил капельмейстером в Копенгагене, параллельно занимался организацией и реорганизацией придворных капелл в немецких городах. Предположительно в 1645 году вернулся в Дрезден, где служил капельмейстером до 1656.
В числе учеников Шютца Г. Альберт, К. Бернхард, И. П. фон Вестхоф, Елизавета София Мекленбургская, К. Фарина, И. Шелле и др.
Генрих Шютц умер от инсульта в 1672 году. Был похоронен в дрезденской Фрауэнкирхе. После того как в 1727 году старое здание Фрауэнкирхе было снесено, могила Шютца была утрачена. Ныне о нём напоминает врезанная в пол современной Фрауэнкирхе памятная табличка.

## Творчество
Генрих Шютц — один из самых известных немецких композиторов XVII века. Автор главным образом вокальных сочинений духовной тематики — ораторий, кантат, страстей (пассионов), хоровых концертов, мотетов, магнификатов на латинский и немецкий (так называемый «Немецкий магнификат») тексты.
В стилистике Шютца, с одной стороны, находят преемственность со «старым стилем», образцом которого служит полифония нидерландской школы (см. например, сборник «Духовные песни», 1625), с другой стороны, с модными в то время композиционными техниками и приёмами новой итальянской музыки — «монодия» с basso continuo, музыкальная риторика (так называемые мадригализмы), оркестровка в манере stile concertato и др. Сборники «Маленькие духовные концерты» (2 тома, 1636, 1639) рассматриваются как пример типичного для Шютца сочетания первого и второго стилевых трендов.
Сочинения Шютца принято идентифицировать по каталогу Вернега Биттингера «Schütz-Werke-Verzeichnis» (1960); принятая аббревиатура SWV.

### Театральная музыка
В 1627 году в Торгау была исполнена пасторальная трагикомедия «Дафна» на текст Мартина Опица, считающаяся первой немецкой оперой, а точнее, зингшпилем (музыка утеряна). Балеты «Орфей и Эвридика» (1638) и «Парис и Елена» (1650), а также другие сочинения Шютца для музыкального театра утрачены во время пожара в дрезденской библиотеке (1760).

## Рецепция
Взгляды Шютца на композицию зафиксированы Кристофом Бернхардом в его «Расширенном трактате о композиции» («Tractatus compositionis augmentatus»; 1657).
Шютц отмечен в качестве музыканта в Лютеранском церковном календаре (нем. Evangelische Namenkalender, англ. Lutheran Calendar of Saints) 28 июля с Иоганном Себастьяном Бахом и Георгом Фридрихом Генделем.

## Список сочинений (выборка)

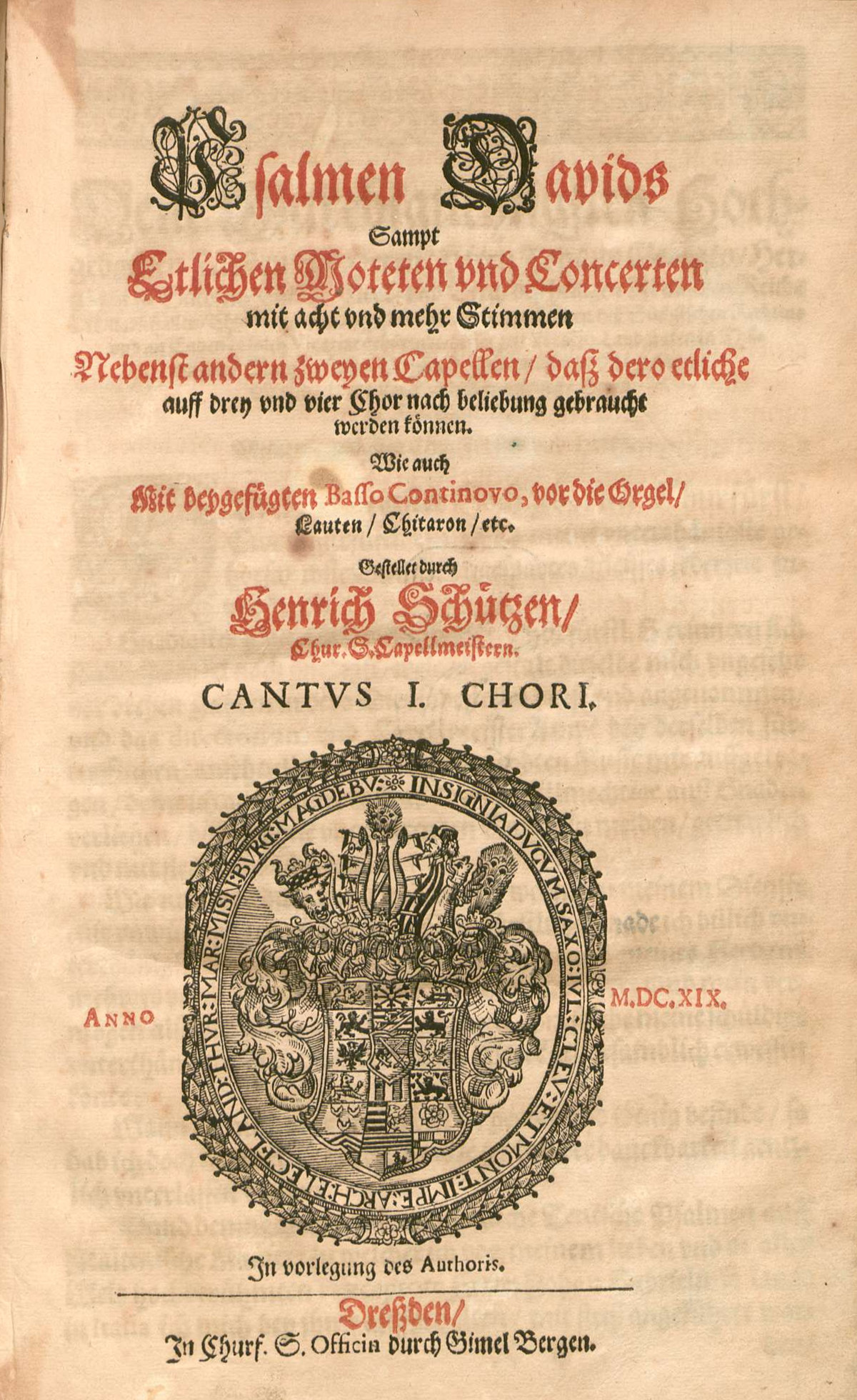
Титульная страница сб. «Псалмы Давидовы»

Примечание. Вокальные сочинения Шютца — на немецкие тексты, если не указано иное
- Мадригалы. Книга I (Il primo libro de madrigali; Венеция, 1611; на итал.)
- Псалмы Давидовы (Psalmen Davids; Дрезден, 1619)
- История Воскресения Христова (Historia der… Auferstehung… Jesu Christi; Дрезден, 1623)
- Духовные песни (Cantiones sacrae; Фрайберг, 1625; на латыни)
- Музыка к рифмованной Псалтири К.Беккера (Beckerscher Psalter; Фрайберг, 1628; 2-я ред. Дрезден, 1661)
- Духовные симфонии. Книга I (Symphoniae sacrae I; Венеция, 1629; на латыни)
- Поминальная музыка (Musikalische Exequien; Дрезден, 1636)
- Маленькие духовные концерты. Книга I (Kleine geistliche Konzerte; Лейпциг, 1636)
- Маленькие духовные концерты. Книга II (Kleine geistliche Konzerte; Лейпциг, 1639)
- Духовные симфонии. Книга 2 (Symphoniae sacrae II; Дрезден, 1647)
- Духовная хоровая музыка (Geistliche Chor-Music; Дрезден, 1648)
- Духовные симфонии. Книга 3 (Symphoniae sacrae III; Дрезден, 1650)
- Двенадцать духовных песен (Zwölf geistliche Gesänge; Дрезден, 1657)
- Семь слов Иисуса Христа (Die sieben Worte Jesu Christi; ок.1660)
- История Рождества Христова (Historia der… Geburt… Jesu Christi; Дрезден, 1664)
- Страсти по Матфею, Страсти по Иоанну, Страсти по Луке (1666)
- Псалом 119, с приложением Псалма 100 и немецкого магнификата (Hundert und Neunzehender Psalm, nebenst dem Anhange des 100. Psalms… und eines deutschen Magnificats: 1671)[4]